# Tapio Laukkanen
Pour les articles homonymes, voir Laukkanen.
Tapio Laukkanen, né le 23 septembre 1969 à Lahti, est un pilote automobile finlandais de rallyes.

## Biographie
Il commence la compétition en 1992, et la cesse de façon régulière au début de l'année 2004 (par une victoire).
Il participe à 23 épreuves du championnat mondial, entre 1994 et 2003. Son meilleur résultat en WRC est une 5e place obtenue lors du rallye d'Australie, en 2000 sur Ford Focus WRC, avec son compatriote Kaj Lindström (qui est son navigateur de 1998 à 2001).
Des épreuves du championnat anglais des rallyes sont inscrites très régulièrement à son programme saisonnier durant une dizaine d'années, de 1994 et 2003.
Ses copilotes sont ses compatriotes Risto Mannisenmäki, K.Lindström, Jorma Kaikkonen, Tapio Järvi et Ilkka Riipinen. Rory Kennedy l'a également été.

## Palmarès

### Titres
- Champion d'Angleterre des rallyes (BRC): 1999, sur Renault Mégane Maxi (copilote son compatriote K.Lindström);
- Champion de Finlande des rallyes du groupe a: 1996, sur Volkswagen Golf GTI 16V (copilote R.Mannisenmäki);
  - 3e du championnat d'Angleterre des rallyes, en 2003 (4e en 2000);
  - 3e du championnat d'Angleterre des rallyes des voitures de Production, en 2002;

### 5 victoires en BRC
- Rallye d'Écosse : 1999 et 2000 ;
- Rallye Pirelli : 2003 ;
- Rallye d'Ulster : 2003 ;
- Rallye du Yorkshire : 2003

### 1 victoire en championnat d'Irlande
- Rallye Galway: 2004.